# Fortuné de Marseille
Pour plus de détails, voir Fiche technique et Distribution.
Fortuné de Marseille  est un film français réalisé par Henri Lepage et Pierre Méré et sorti en 1952. 

## Fiche technique
- Réalisation : Henri Lepage et Pierre Méré
- Scénario : Charles Méré (auteur) et Henri Lepage
- Dialogues : Charles Méré
- Décors : Claude Bouxin
- Photographie : Charles Bauer
- Son : René Longuet
- Montage : Jeannette Berton
- Musique : Lucien Pipon
- Production : Robert de Nesle
- Société de production : Compagnie Française de Production Cinématographique (CFPC)
- Directeur de production : Robert Florat
- Pays  :  France
- Format : Noir et blanc - 1,37:1 - 35 mm - Son mono
- Genre : Comédie dramatique
- Durée : 98 minutes
- Date de sortie :	
  - France : 13 juin 1952

Sources : Bifi et IMDb

## Distribution
- Madeleine Lebeau : Tonia
- Henri Vilbert : Fortuné Toucasse
- Pierre-Louis : Gilbert de Voisy
- Lisette Lebon : Janine Toucas
- Henri Arius
- Alexandre Arnaudy
- Louis Chaix
- Alain Terrane
- Élisa Lamotte
- Luce Aubertin
- Anne Roudier
- Viviane Capet
- Anthony Carretier
- Simone Cerval
- Micheline Delcaratolo
- Rosy Didier
- Max Mauran
- Jean Vallat

## Autour du film
- Box Office France 849 449 entrées (Allociné)